# Paavo Järvi
Paavo Järvi, född 30 december 1962 i Tallinn, är en estnisk-amerikansk dirigent.
Paavo Järvi har bland annat studerat för Leonard Bernstein och varit konstnärlig ledare för Cincinnati Symphony Orchestra 2001–2011. Järvi var chefsdirigent för Frankfurtradions symfoniorkester (nuvarande hr-Sinfonieorchester) 2006–2014, för Orchestre de Paris 2010–2016, och för NHK:s symfoniorkester i Tokyo 2015–2022. År 2019 blev han ledare för Tonhalle-orkestern i Zürich.
Järvi blev konstnärlig ledare för Deutsche Kammerphilharmonie Bremen 2004 och engagerades som konstnärlig rådgivare för den estniska nationalorkestern Eesti Riiklik Sümfooniaorkester 2002. Han är en av världens mest eftertraktade gästdirigenter.
I Sverige har han varit chefsdirigent för Malmö symfoniorkester 1994–1997 och förste gästdirigent vid Kungliga Filharmoniska Orkestern i Stockholm 1995–1998. Med båda dessa orkestrar har han gjort skivinspelningar av bland annat svensk musik. Han har också gjort viktiga insatser för att sprida estnisk musik över resten av världen.
Paavo Järvi är son till Neeme Järvi och bror till Kristjan Järvi.